# Samuel Baños
Samuel Baños Cardín (Villaviciosa, Asturias, España, 16 de agosto de 1979) es un exfutbolista y entrenador español. Jugaba de centrocampista. Es el entrenador del Sporting Atlético.

## Trayectoria

### Como jugador
Empezó su trayectoria futbolística profesional en el Real Sporting de Gijón, equipo en el que estuvo desde 2001 hasta 2005. A continuación, fue traspasado al Real Murcia C. F. (05-07), fue cedido al Xerez C. D. y, en agosto de 2008, fichó por el Levante U. D. Tras su paso de un año por la A. D. Alcorcón, terminó recalando en el C. E. Sabadell F. C. en julio de 2011.
En agosto de 2012 firmó un contrato con el C. D. Atlético Baleares de Segunda División B. Un año después se incorporó a la plantilla del Caudal Deportivo, donde permaneció dos temporadas antes de fichar por el Club Marino de Luanco. Su última temporada en activo la disputó en L'Entregu C. F.

### Como entrenador
Tras abandonar la práctica del fútbol, se incorporó al cuerpo técnico del C. D. Lealtad de Villaviciosa en las funciones de segundo entrenador. De cara a la temporada 2018-19 se convirtió en el técnico del equipo, que consiguió el campeonato del grupo 2 de la Tercera División sin perder ningún partido. En julio de 2019 se anunció su contratación para dirigir al Real Sporting de Gijón "B", puesto del que fue cesado en enero de 2021. 
En la temporada 2021-22 se hace cargo del Unión Popular de Langreo de la Segunda División RFEF. El 4 de abril de 2022, sería destituido del club de la cuenca minera tras sumar siete jornadas consecutivas sin ganar. En 2023 es nombrado entrenador del Real Sporting de Gijón "C". El 26 de marzo de 2025, volvió al Sporting Atlético tras la destitución de Aitor Zulaika.

## Clubes

### Como jugador
| Club                       | País   | Año       |
| -------------------------- | ------ | --------- |
| Real Sporting de Gijón "B" | España | 1997-2001 |
| Real Sporting de Gijón     | España | 2001-2005 |
| Real Murcia C. F.          | España | 2005-2007 |
| Xerez C. D.                | España | 2007-2008 |
| Levante U. D.              | España | 2008-2010 |
| A. D. Alcorcón             | España | 2010-2011 |
| C. E. Sabadell F. C.       | España | 2011-2012 |
| C. D. Atlético Baleares    | España | 2012-2013 |
| Caudal Deportivo           | España | 2013-2015 |
| Club Marino de Luanco      | España | 2015-2016 |
| L'Entregu C. F.            | España | 2016-2017 |

### Como entrenador
| Club                          | País   | Año       |
| ----------------------------- | ------ | --------- |
| C. D. Lealtad de Villaviciosa | España | 2018-2019 |
| Real Sporting de Gijón "B"    | España | 2019-2021 |
| Unión Popular de Langreo      | España | 2021-2022 |
| Real Sporting de Gijón "C"    | España | 2023-2025 |
| Real Sporting de Gijón "B"    | España | 2025-     |